# Johan Vásquez (futbolista mexicano)
Johan Felipe Vásquez Ibarra (Navojoa, Sonora, México; 22 de octubre de 1998) es un futbolista mexicano, juega de defensa central y su equipo es el Genoa C. F. C. de la Serie A de Italia. Es internacional con la Selección mexicana de fútbol.

## Trayectoria
Vásquez se unió por primera vez a la academia juvenil de los Rayados del Monterrey en 2015, después de haber realizado pruebas en las inferiores del Club Universidad Nacional y no ser aceptado. Luego se transfirió brevemente al Poblado Miguel Alemán FC en 2016. Hasta que finalmente se instaló en Cimarrones de Sonora, pasó con éxito hasta llegar al primer equipo donde hizo su debut profesional en el Ascenso MX el 21 de julio de 2017 contra el Murciélagos.
El 19 de abril de 2018 se oficializó el préstamo de Johan al Club de Fútbol Monterrey por 2 años y con opción de compra. Debutó con los regios el 6 de octubre de 2018 en un partido con el Cruz Azul. En 2018 el Club de Fútbol Monterrey compra a Vásquez de manera definitiva por 2MDD, convirtiéndose en la venta más cara de la Liga de Ascenso de México.
El 7 de enero de 2020 se anuncia la cesión de Johan al Club Universidad Nacional debido a la falta de minutos en el Monterrey. Con el entrenador Míchel González debuta en el Estadio Olímpico Universitario como titular, junto con Favio Álvarez, Sebastián Saucedo y Alejandro Mayorga, 3 de los 6 refuerzos de los Pumas, con el conjunto de la UNAM en la victoria 2-1 ante el Pachuca. Anotó su primer gol con el equipo universitario en la jornada 4 del torneo clausura 2020 contra el Club Santos Laguna. Éste torneo clausura fue suspendido por el inicio de la pandemia por COVID-19.
En el torneo Guardianes 2020 llegó con el equipo de la UNAM hasta el subcampeonato tras perder la final contra el Club León. Fue titular indiscutible desde su llegada a los Pumas, quienes llevaron a cabo la compra del jugador al final del año 2020.

## Selección nacional

### Categorías inferiores
Fue convocado por Jaime Lozano para jugar con México los Juegos Panamericanos de 2019 con sede en Lima, Perú. Él y Mauro Laínez le  anotaron gol a Ecuador que posicionó al Tri como líder del Grupo A, por encima de Argentina. Además logró obtener medalla de bronce después de que logrará, junto a la selección mexicana, derrotar 1-0 a Uruguay en el duelo por la tercera posición del campeonato.

### Selección absoluta
El 29 de septiembre de 2019 fue convocado por Gerardo Martino para el partido amistoso contra la selección de Trinidad y Tobago. Debuta con la selección el 2 de octubre de 2019, ante la Selección de Trinidad y Tobago, sustituyó a Paolo Yrízar en el minuto 63.

### Participaciones en fases finales
| Torneo                          | Categoría | Sede     | Resultado     | Partidos | Goles |
| ------------------------------- | --------- | -------- | ------------- | -------- | ----- |
| Liga de Naciones de 2019-20     | Absoluta  | Concacaf | Subcampeón    | 0        | 0     |
| Preolímpico de Concacaf de 2020 | Sub-23    | México   | Campeón       | 5        | 1     |
| Juegos Olímpicos de 2020        | Sub-23    | Tokio    | Tercer puesto | 5        | 1     |
| Copa Mundial de Fútbol de 2022  | Absoluta  | Catar    | Primera Fase  | 0        | 0     |

## Estadísticas

### Clubes
Actualizado al último partido disputado el 2 de marzo de 2025.
| Club                           | Div.          | Temporada     | Liga  | Liga  | Liga   | Copas nacionales | Copas nacionales | Copas nacionales | Copas internacionales | Copas internacionales | Copas internacionales | Total | Total | Total  |
| Club                           | Div.          | Temporada     | Part. | Goles | Asist. | Part.            | Goles            | Asist.           | Part.                 | Goles                 | Asist.                | Part. | Goles | Asist. |
| ------------------------------ | ------------- | ------------- | ----- | ----- | ------ | ---------------- | ---------------- | ---------------- | --------------------- | --------------------- | --------------------- | ----- | ----- | ------ |
| Cimarrones México              | 2.ª           | 2017-18       | 25    | 0     | 1      | 8                | 0                | 0                | —                     | —                     | —                     | 33    | 0     | 1      |
| Cimarrones México              | Total club    | Total club    | 25    | 0     | 1      | 8                | 0                | 0                | 0                     | 0                     | 0                     | 33    | 0     | 1      |
| C. F. Monterrey México         | 1.ª           | 2018-19       | 11    | 1     | 0      | 8                | 0                | 0                | 2                     | 0                     | 0                     | 21    | 1     | 0      |
| C. F. Monterrey México         | 1.ª           | 2019-20       | 2     | 0     | 0      | 2                | 0                | 0                | 1                     | 0                     | 0                     | 5     | 0     | 0      |
| C. F. Monterrey México         | Total club    | Total club    | 13    | 1     | 0      | 10               | 0                | 0                | 3                     | 0                     | 0                     | 26    | 1     | 0      |
| C. Universidad Nacional México | 1.ª           | 2019-20       | 10    | 1     | 0      | 0                | 0                | 0                | —                     | —                     | —                     | 10    | 1     | 0      |
| C. Universidad Nacional México | 1.ª           | 2020-21       | 39    | 1     | 1      | —                | —                | —                | —                     | —                     | —                     | 39    | 1     | 1      |
| C. Universidad Nacional México | Total club    | Total club    | 49    | 2     | 1      | 0                | 0                | 0                | 0                     | 0                     | 0                     | 49    | 2     | 1      |
| Genoa C. F. C. Italia          | 1.ª           | 2021-22       | 28    | 1     | 0      | 2                | 0                | 0                | —                     | —                     | —                     | 30    | 1     | 0      |
| Genoa C. F. C. Italia          | Total club    | Total club    | 28    | 1     | 0      | 2                | 0                | 0                | 0                     | 0                     | 0                     | 30    | 1     | 0      |
| U. S. Cremonese Italia         | 1.ª           | 2022-23       | 25    | 0     | 0      | 4                | 0                | 0                | —                     | —                     | —                     | 29    | 0     | 0      |
| U. S. Cremonese Italia         | Total club    | Total club    | 25    | 0     | 0      | 4                | 0                | 0                | 0                     | 0                     | 0                     | 29    | 0     | 0      |
| Genoa C. F. C. Italia          | 1.ª           | 2023-24       | 33    | 1     | 0      | 1                | 1                | 0                | —                     | —                     | —                     | 34    | 2     | 0      |
| Genoa C. F. C. Italia          | 1.ª           | 2024-25       | 26    | 2     | 0      | 1                | 0                | 0                | —                     | —                     | —                     | 27    | 2     | 0      |
| Genoa C. F. C. Italia          | Total club    | Total club    | 53    | 1     | 0      | 2                | 1                | 0                | 0                     | 0                     | 0                     | 55    | 4     | 0      |
| Total carrera                  | Total carrera | Total carrera | 193   | 5     | 2      | 26               | 1                | 0                | 3                     | 0                     | 0                     | 222   | 8     | 2      |
| 1. 2.                          |               |               |       |       |        |                  |                  |                  |                       |                       |                       |       |       |        |

### Selección de México
Actualizado al último partido jugado el 16 de noviembre de 2021.
| Selección         | Año   | Eliminatorias | Eliminatorias | Eliminatorias | Continental | Continental | Continental | Mundial | Mundial | Mundial | Amistosos | Amistosos | Amistosos | Total | Total | Total  |
| Selección         | Año   | Part.         | Goles         | Asist.        | Part.       | Goles       | Asist.      | Part.   | Goles   | Asist.  | Part.     | Goles     | Asist.    | Part. | Goles | Asist. |
| ----------------- | ----- | ------------- | ------------- | ------------- | ----------- | ----------- | ----------- | ------- | ------- | ------- | --------- | --------- | --------- | ----- | ----- | ------ |
| Absoluta · México |       |               |               |               |             |             |             |         |         |         |           |           |           |       |       |        |
| 2019              | —     | —             | —             | 0             | 0           | 0           | —           | —       | —       | 1       | 0         | 0         | 1         | 0     | 0     |        |
| 2020              | —     | —             | —             | —             | —           | —           | —           | —       | —       | 0       | 0         | 0         | 0         | 0     | 0     |        |
| 2021              | 2     | 0             | 0             | —             | —           | —           | —           | —       | —       | 1       | 0         | 0         | 3         | 0     | 0     |        |
| Total             | Total | 2             | 0             | 0             | 0           | 0           | 0           | 0       | 0       | 0       | 2         | 0         | 0         | 4     | 0     | 0      |
| 1.                |       |               |               |               |             |             |             |         |         |         |           |           |           |       |       |        |

## Palmarés

### Títulos nacionales
| Título           | Club            | País   | Año  |
| ---------------- | --------------- | ------ | ---- |
| Primera División | C. F. Monterrey | México | 2019 |

### Títulos internacionales
| Título                           | Club (*)                      | País                   | Año  |
| -------------------------------- | ----------------------------- | ---------------------- | ---- |
| Liga de Campeones de la Concacaf | C. F. Monterrey               | Monterrey              | 2019 |
| Juegos Panamericanos             | México sub-22                 | Lima                   | 2019 |
| Juegos Olímpicos                 | México sub-23                 | Tokio                  | 2021 |
| Copa de Oro de la Concacaf       | Selección de fútbol de México | Estados Unidos- Canadá | 2023 |
| Liga de Naciones de la Concacaf  | Selección de fútbol de México | Concacaf               | 2025 |
| Copa de Oro de la Concacaf       | Selección de fútbol de México | Estados Unidos- Canadá | 2025 |

(*) Incluyendo la selección.